# Магістраль М14 (Білорусь)
Друга Мінська кільцева автомобільна дорога (МКАД-2) або Магістраль М14 (біл. Другая менская кальцавая аўтамабільная дарога (МКАД-2)) — автомобільна магістраль, кільцева автомобільна дорога навколо Мінська.
Загальна протяжність МКАД-2 становить близько 160 км. Дорога була побудована частково за новим напрямком (88 км), а також з використанням існуючих ділянок автодоріг М1, М2 та Р80 (72 км). Велика частина дороги побудована за німецькою технологією, смуга з 37-го по 46-й кілометр — за американською, і експериментальна ділянка з 28-го по 32-й кілометр — за технологією «митого» бетону.

## Параметри автомагістралі
- Довжина — близько 160 км.
- Ширина — 22,7 м.
- Чотири смуги (по 2 у кожному напрямку)
- Розділювальна смуга — 2,7 м.
- Розрахункова швидкість — 120 км/год.
- Інтенсивність руху 11,3 — 24,3 тис. автомобілів на добу.
- Ділянки дороги поблизу будівель будуть обладнані шумозахисними екранами.

## Історія
3 вересня 2014 року під час відвідин будівельного майданчика на одній з дільниць в Мінському районі, де пройде друга кільцева автодорога, Олександр Лукашенко доручив ввести в експлуатацію МКАД-2 до 1 січня 2017 року.
6 жовтня 2015 року було відкрито ділянку довжиною 23,7 км другої мінської кільцевої автодороги. 16 грудня 2015 року відкрито рух на ділянці від дороги Р28 Мінськ — Молодечно — Нароч до автотраси М6 Мінськ — Гродно. Таким чином стала доступною ділянку близько 47 км, яка з'єднала вітебську і гродненську траси.
З 22 грудня 2016 року з відкриттям руху на ділянці від автотраси М6 Мінськ — Гродно до автотраси М1 Мінськ — Берестя автомобільний рух здійснюється по всій автомобільній магістралі.

## Маршрут
Маршрут «Магістралі М14» — МКАД-2 (за новим напрямком — 88 км): 
| Відст. (близько) |  | Легенда                          | Координати                                                                     |
| --- |  | -------------------------------- | ------------------------------------------------------------------------------ |
| Автошлях М1 E30 < Мінськ, Орша, Москва Автошлях М1 E30 > Барановичі, Берестя, Варшава                                                   |  |                                  |                                                                                |
| 0 км |  | М1 E30                           | 53°42′18.7″ пн. ш. 27°26′40.2″ сх. д. / 53.705194° пн. ш. 27.444500° сх. д.    |
| 3,5 км |  | проїзд під віадуком              | 53°43′55.6″ пн. ш. 27°25′17″ сх. д. / 53.732111° пн. ш. 27.42139° сх. д.       |
| 7,5 км |  | с. Шпильки                       | 53°45′44.6″ пн. ш. 27°23′30.1″ сх. д. / 53.762389° пн. ш. 27.391694° сх. д.    |
| 9,0 км |  | віадук над з/д Мінськ-Барановичі | 53°45′58.3″ пн. ш. 27°22′11.3″ сх. д. / 53.766194° пн. ш. 27.369806° сх. д.    |
| 11 км |  | Василевщина Р1 на Фаніполь       | 53°46′36.1″ пн. ш. 27°21′26.6″ сх. д. / 53.776694° пн. ш. 27.357389° сх. д.    |
| 12 км |  | Слобідка                         | 53°47′12.3″ пн. ш. 27°20′46.6″ сх. д. / 53.786750° пн. ш. 27.346278° сх. д.    |
| 17 км |  | с. Чики                          | 53°48′37.4″ пн. ш. 27°17′12.8″ сх. д. / 53.810389° пн. ш. 27.286889° сх. д.    |
| 20 км |  | міст                             | 53°49′37.2″ пн. ш. 27°15′6.8″ сх. д. / 53.827000° пн. ш. 27.251889° сх. д.     |
| 25 км |  | с. Плашава Р65 на Дзержинськ     | 53°51′15.8″ пн. ш. 27°10′37.6″ сх. д. / 53.854389° пн. ш. 27.177111° сх. д.    |
| 27 км |  | міст над Птичем                  | 53°51′58.3″ пн. ш. 27°9′26.3″ сх. д. / 53.866194° пн. ш. 27.157306° сх. д.     |
| 30 км |  | дорога Н8935                     | 53°52′43.32″ пн. ш. 27°6′54.72″ сх. д. / 53.8787000° пн. ш. 27.1152000° сх. д. |
| 31 км |  | міст над Іслочем                 | 53°52′55.2″ пн. ш. 27°5′57.48″ сх. д. / 53.882000° пн. ш. 27.0993000° сх. д.   |
| 32 км |  | Лісовщина                        | 53°53′9.24″ пн. ш. 27°5′23.28″ сх. д. / 53.8859000° пн. ш. 27.0898000° сх. д.  |
| 35 км |  | Трасковщина                      | 53°54′46.8″ пн. ш. 27°4′17.04″ сх. д. / 53.913000° пн. ш. 27.0714000° сх. д.   |
| 38 км |  | Аксакавщина Н8937                | 53°56′22.92″ пн. ш. 27°4′34.68″ сх. д. / 53.9397000° пн. ш. 27.0763000° сх. д. |
| 40 км |  | міст над Іслочем                 | 53°57′20.88″ пн. ш. 27°4′46.92″ сх. д. / 53.9558000° пн. ш. 27.0797000° сх. д. |
| 41 км |  | Нове Поле М6 на Гродно           | 53°57′55.44″ пн. ш. 27°5′18.24″ сх. д. / 53.9654000° пн. ш. 27.0884000° сх. д. |
| 46 км |  | міст                             | 54°0′11.16″ пн. ш. 27°7′30″ сх. д. / 54.0031000° пн. ш. 27.12500° сх. д.       |
| 48 км |  | Палікшти                         | 54°1′7.32″ пн. ш. 27°8′28.32″ сх. д. / 54.0187000° пн. ш. 27.1412000° сх. д.   |
| 53,5 км |  | дорога Н8942                     | 54°3′12.96″ пн. ш. 27°11′44.52″ сх. д. / 54.0536000° пн. ш. 27.1957000° сх. д. |
| 54,5 км |  | міст                             | 54°3′23.4″ пн. ш. 27°12′49.68″ сх. д. / 54.056500° пн. ш. 27.2138000° сх. д.   |
| 54,8 км |  | дорога Н8941 на Радошковичі      | 54°3′25.2″ пн. ш. 27°13′2.28″ сх. д. / 54.057000° пн. ш. 27.2173000° сх. д.    |
| 55 км |  | віадук                           | 54°3′26.5″ пн. ш. 27°13′9.98″ сх. д. / 54.057361° пн. ш. 27.2194389° сх. д.    |
| 56,5 км |  | Світлий Шлях Н8945               | 54°3′47.88″ пн. ш. 27°14′21.12″ сх. д. / 54.0633000° пн. ш. 27.2392000° сх. д. |
| 59 км |  | віадук                           | 54°4′16.68″ пн. ш. 27°16′30.36″ сх. д. / 54.0713000° пн. ш. 27.2751000° сх. д. |
| 60,2 км |  | Горошки Р28 на Радошковичі       | 54°4′3.36″ пн. ш. 27°17′33.72″ сх. д. / 54.0676000° пн. ш. 27.2927000° сх. д.  |
| 64,5 км |  | Суковичі Н8951                   | 54°3′48.96″ пн. ш. 27°21′16.92″ сх. д. / 54.0636000° пн. ш. 27.3547000° сх. д. |
| 67 км |  | Кути Н8953                       | 54°3′48.6″ пн. ш. 27°23′38.4″ сх. д. / 54.063500° пн. ш. 27.394000° сх. д.     |
| 71 км |  | дорога Н8955 на Гатовіно         | 54°4′4.44″ пн. ш. 27°27′11.16″ сх. д. / 54.0679000° пн. ш. 27.4531000° сх. д.  |
| 74,7 км |  | дорога Н8958 на Касинь           | 54°3′47.88″ пн. ш. 27°30′11.16″ сх. д. / 54.0633000° пн. ш. 27.5031000° сх. д. |
| 77,5 км |  | віадук Н8957 на Вишньовку        | 54°3′26.46″ пн. ш. 27°32′34.44″ сх. д. / 54.0573500° пн. ш. 27.5429000° сх. д. |
| 79 км |  | Вишньовка Р58 на Мядель          | 54°3′10.08″ пн. ш. 27°34′3.65″ сх. д. / 54.0528000° пн. ш. 27.5676806° сх. д.  |
| 80 км |  | міст над В'ячею                  | 54°2′59.64″ пн. ш. 27°34′50.88″ сх. д. / 54.0499000° пн. ш. 27.5808000° сх. д. |
| 83 км |  | дорога Н9075 на Дофаренцію       | 54°2′45.96″ пн. ш. 27°36′52.2″ сх. д. / 54.0461000° пн. ш. 27.614500° сх. д.   |
| 87,5 км |  | з'їзд на дорогу Р80              | 54°3′15.52″ пн. ш. 27°41′7.55″ сх. д. / 54.0543111° пн. ш. 27.6854306° сх. д.  |
| 88 км |  | круг Р40 Р80                     | 54°3′16.92″ пн. ш. 27°41′27.6″ сх. д. / 54.0547000° пн. ш. 27.691000° сх. д.   |
| Автошлях Р40 < Мар'яліву, Вербицькі Автошлях Р40 > Острошиці, Логойськ Автошлях Р80 > Околиця, Слобода Автошлях Р80 < Пильниця, Паперня |  |                                  |                                                                                |

## Нотатки
1. ↑  Віадук місцевого автошляху.
2. ↑  Міст через головний канал водної системи «Вілія-Мінськ».
3. ↑  Віадук над залізничною лінією Мінськ — Гудогає — Вільнюс та дорогою Н8944.
4. ↑  Проїзд під віадуком дороги Н8957.
5. ↑  Кругове перехрестя Острошицький Городок з дорогами Р40 та Р80.